# UFC on ESPN: Song vs. Simón
UFC on ESPN: Song vs. Simón（ユーエフシー・オン・イーエスピーエヌ：ソン・バーサス・シモン、別名UFC on ESPN 45）は、アメリカ合衆国の総合格闘技団体「UFC」の大会の一つ。2023年4月29日、ネバダ州ラスベガスのUFC APEXで開催された。

## 大会概要
本大会はソン・ヤドンとリッキー・シモンのバンタム級戦が組まれた。

## 試合結果

### プレリミナリーカード
第1試合 137.5ポンド契約 5分3R
○  ジェイミー・リン・ホース vs.  ヘイリー・カワン ×
3R終了 判定3-0（29-28、29-28、29-28）
※カワンの体重超過により女子バンタム級から変更。
第2試合 140ポンド契約 5分3R
○  マーカス・マギー vs.  ジャーニー・ニューソン ×
2R 2:03 リアネイキドチョーク
第3試合 140ポンド契約 5分3R
○  イリーナ・アレクシーバ vs.  ステファニー・エッガー ×
1R 2:11 膝十字固め
※アレクシーバの体重超過により女子バンタム級から変更。
第4試合 フライ級 5分3R
○  コーディ・ダーデン vs.  チャールズ・ジョンソン ×
3R終了 判定3-0（30-27、30-27、30-27）
第5試合 ヘビー級 5分3R
○  マルティン・ブダイ vs.  ジェイク・コリアー ×
3R終了 判定3-0（29-28、29-28、29-28）

### メインカード
第6試合 ウェルター級 5分3R
○  トレイ・ウォーターズ vs.  ジョシュ・クインラン ×
3R終了 判定3-0（30-27、30-27、30-27）
第7試合 ヘビー級 5分3R
○  マルコス・ホジェリオ・デ・リマ vs.  ワルド・コルテス＝アコスタ ×
3R終了 判定3-0（29-28、29-28、29-28）
第8試合 フェザー級 5分3R
○  フェルナンド・パディーヤ vs.  ジュリアン・エローサ ×
1R 1:41 TKO（右ストレート）
第9試合 ミドル級 5分3R
○  ホドウフォ・ヴィエイラ vs.  コーディ・ブランデージ ×
2R 1:28 肩固め
第10試合 ミドル級 5分3R
○  カイオ・ボハーリョ vs.  ミハル・オレクシェイチュク ×
2R 2:49 リアネイキドチョーク
第11試合 バンタム級 5分5R
○  ソン・ヤドン vs.  リッキー・シモン ×
5R 1:10 TKO（左フック→パウンド）

### 各賞
ファイト・オブ・ザ・ナイト：該当無し
パフォーマンス・オブ・ザ・ナイト：ソン・ヤドン、カイオ・ボハーリョ、ホドウフォ・ヴィエイラ、マーカス・マギー
各選手にはボーナスとして5万ドルが授与された。

### カード変更
負傷などによるカードの変更は以下の通り。